# アリスティド・マイヨール
アリスティド・マイヨール（Aristide Bonaventure Jean Maillol, カタルーニャ語: Aristides Bonaventura Joan Maillol, 1861年12月8日 – 1944年9月27日）は、19世紀末から20世紀前半に活動したフランスの彫刻家、画家。オーギュスト・ロダン、アントワーヌ・ブールデルとともに近代ヨーロッパを代表する彫刻家の一人である。ファーストネームは日本語では「アリスティード」「アリスティッド」とも表記される。

## 概要
マイヨールは、今日では彫刻家として知られるが、本格的に彫刻を手掛けるようになるのは40歳を過ぎてからであり、それ以前は画家、グラフィックアーティストおよびタピスリー作家として活動していた。近代フランスの彫刻家のうち、ロダンはダンテの文学などに着想を得た文学性の強い作品を作り、ブールデルはモニュメンタルで男性的な肖像や記念像を多数制作した。これに対してマイヨールは、彫刻家としての40年にわたるキャリアを通じて、女性の裸体像をほとんど唯一のモティーフとして制作を続けた。マイヨールの女性像においては物語性や寓意性は抑制され、モデリングは単純化されて古典主義的な調和と空間構成が強調されている。

## 生涯

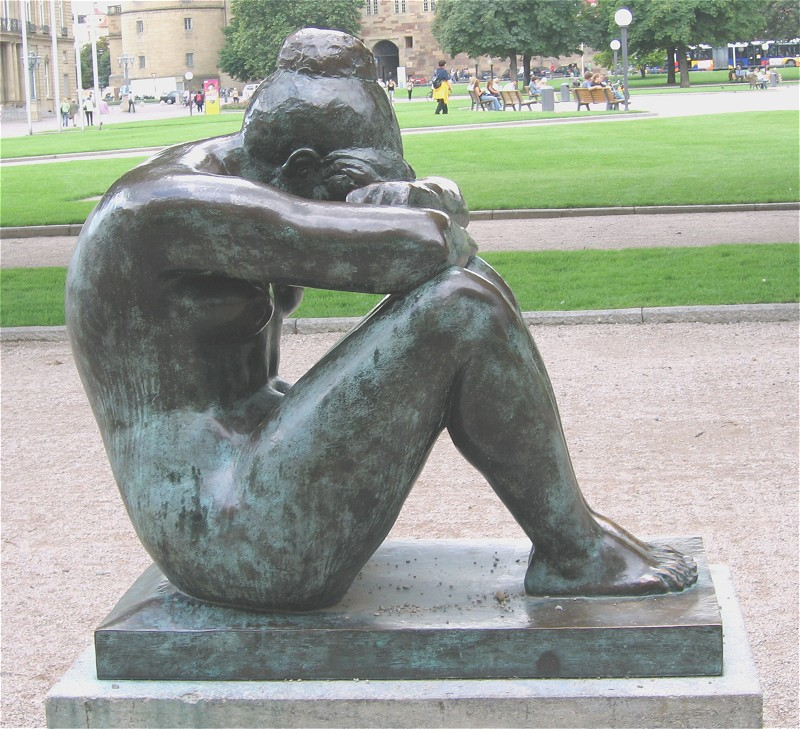
マイヨール「夜」(1902), シュトゥットガルト

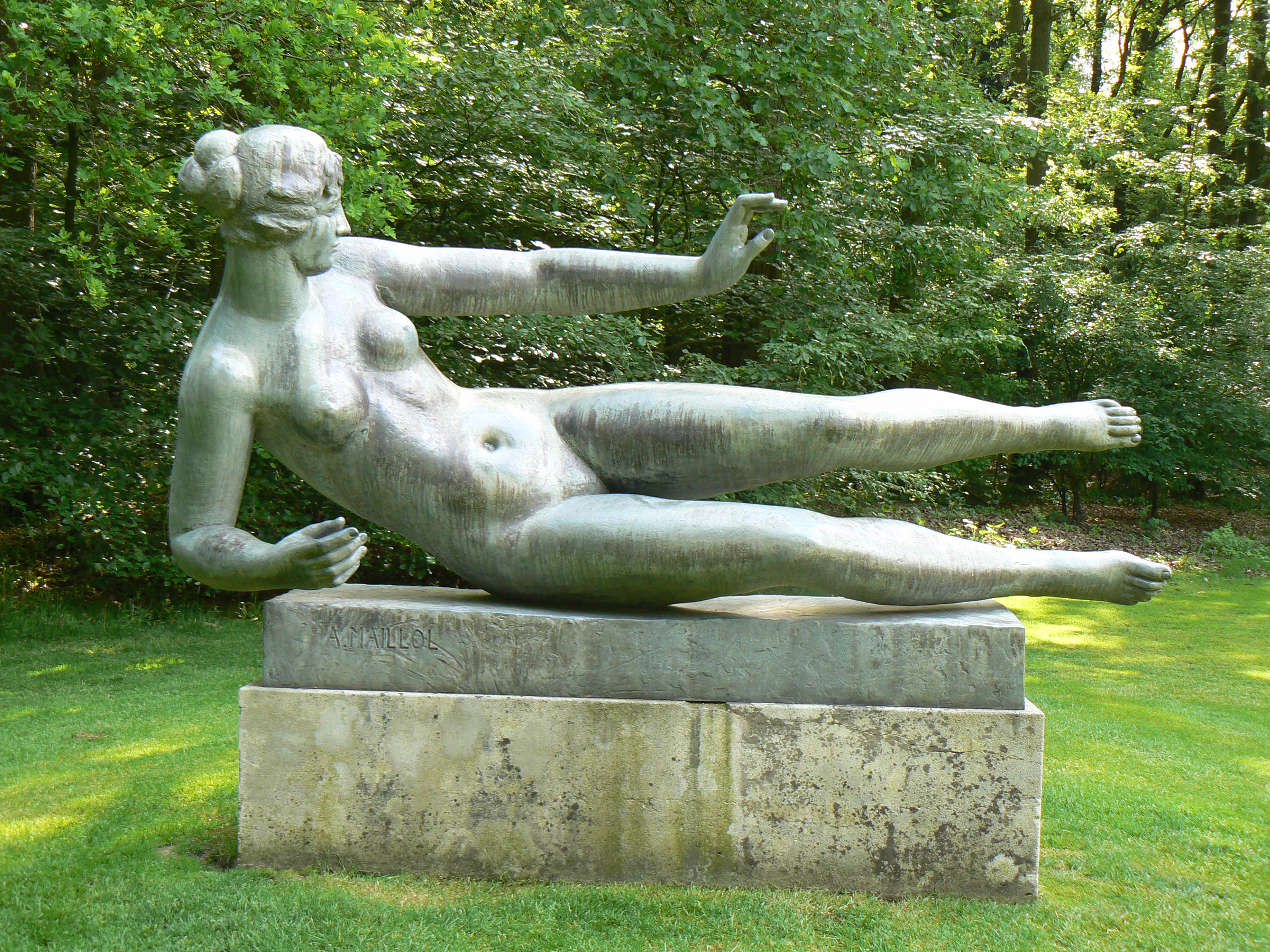
マイヨール「空気」(1938), クレラー・ミュラー美術館

マイヨールは1861年、フランスの南端、スペイン国境の地中海岸に位置するピレネー＝オリアンタル県のバニュルス＝シュル＝メールに織物商の子として生まれた。父は商売の関係でアルジェリアに出かけていることが多く、マイヨールは伯母のもとで育てられた。
マイヨールははじめ画家を志し、1882年にパリに出るが、国立美術学校（エコール・デ・ボザール）には入学を拒否され続け、1885年にようやく入学を許可される。同校ではアレクサンドル・カバネル、ジャン・レオン・ジェローム、ジャン＝ポール・ローランスらのアカデミスムの画家たちに師事するが、彼らの授業には失望し、ピエール・ボナール、エドゥアール・ヴュイヤール、モーリス・ドニら、いわゆるナビ派の画家たちと親交を深める。このころ、同い年の彫刻家アントワーヌ・ブールデルと知り合い、またポール・ゴーギャンの影響を強く受けた。
1893年には生地のバニュルス＝シュル＝メールに戻り、絨毯（じゅうたん）やタピスリー（綴織）の工房を始めた。その工房の助手として雇っていたクッティルド・ナルシスと後に結婚している。
マイヨールは1895年頃から木彫やテラコッタなどの彫刻の小品を手掛けるようになり、1900年以降はタピスリーの仕事で視力を弱めたこともあって、絵画を断念し彫刻へ向かうようになった。1902年には当時の有力な美術商であったアンブロワーズ・ヴォラールの店で初の彫刻の個展を開いている。ロダンは、この展覧会の出品作であった「レダ」を絶賛した。こうして彫刻家に転身した時、マイヨールはすでに40歳を超えていた。1903年にはパリ郊外のマルリー＝シュル＝オワーズに移転して制作を続けた。
1905年にサロン・ドートンヌに出品した初の大作裸婦像「地中海」が認められ、以後、彫刻家としての地位を確立していく。1905年は絵画の分野でフォーヴィスムが台頭した年でもあり、マイヨールは同年にはフォーヴィスムの中心的な画家であるアンリ・マティスとも知り合っている。以後、40年にわたって彫刻家としての制作活動を続けていくが、マイヨールのテーマは一貫して裸婦像であった。1908年にはイタリアおよびギリシャへ旅行し、古典彫刻への理解をさらに深めた。
1934年、ディナ・ヴィエルニーという女性と知り合い、以後この女性は晩年のマイヨールのモデルを約10年にわたって務めた。
1939年、戦火を避けて故郷のバニュルス＝シュル＝メールに戻り、制作を続ける。大戦中の1944年、故郷で自動車事故に遭い、82歳で死去した。

## 代表作
- 地中海　1902 - 1905年
- とらわれのアクション　1906年
- 夜　1902 - 1909年
- イル・ド・フランス　1925年
- 山　1935年
- 河　1939 - 1943年
- アルモニー　1944年

## 作品集
- 『西洋美術文庫 第16巻 マイヨール』山本豊市 アトリエ社 1939年
- 『マイヨール』井手則雄訳編 安土書房 1944年
- 『世界の美術 第30　ロダン、マイヨール』小川正隆解説　河出書房新社 1965年
- 『現代世界美術全集 第12 (ロダン、ブールデル、マイヨール)』河出書房新社 1966年
- 『世界美術全集 第24 ロダン、ブールデル、マイヨール』高田博厚　河出書房 1968年
- 『ファブリ世界彫刻集 7　アリスティド・マイヨール』高田博厚 平凡社 1972年
- 『ロダン・ブールデル・マイヨル素描』岩崎美術社 1973年

## 関連書籍
- 高田博厚『偉大な芸術家たち ロダン・ブールデル・マイヨル』講談社現代新書 1967年
- 氷見野良三『マイヨール』グラフ社 2001年

## 関連人物
- 山本豊市 – 日本人唯一の直弟子。